# Szombathely Crushers
A Szombathely Crushers (korábban Szombathely Fighters majd Haladás Crushers) Szombathely városának másodosztályú amerikaifutball-csapata.

## Történet
Szombathely első amerikaifutball-csapata a Savaria Raptors 2006 januárjában alakult. 2006 tavaszán megalakult a Szombathely Fighters csapata is, mely magába olvasztotta a Raptors csapatát is. 2007-ben edzőmérkőzéseken játszottak, első bajnoki idényük a 2008-as szezonban volt, ahol a Divízió II B csoportjában végeztek nyeretlenül az utolsó helyen.
2009-től a Haladás VSE szakosztályaként működtek, ekkor vált meg a csapat a Fighters névtől és a fekete-narancs színektől, és lett zöld-fehér. A 2009-es évben a Divízió III-ban indultak, ahol 2 győzelemmel és 2 vereséggel éppen lemaradtak a rájátszásról és 5. helyen végeztek.
2010-ben a csapat nem indult a bajnokságban, ebből az évből a veretlenül megnyert I. AFA Kupa került a krónikákba.
2011 és 2014 között a Crushers folyamatosan a Divízió II tagja. 2013-ban kivált a Haladásból, és azóta önálló egyesületként működik. 2011-ben az alapszakasz második helyén zártak, de az elődöntőben vereséget szenvedtek az Újpest Bulldogs csapatától. 2012-ben a Nyugati csoport 3. helyén zártak, és lemaradtak a rájátszásról. 2013-ban az alapszakasz 5. helyén végeztek, a wild card-körben a Budapest Hurricanes 2-től viszont kikaptak. 2014-ben az alapszakasz 6. helyét érték el, és a Nyíregyháza Tigers 2 ellen estek ki a negyeddöntőben.
2015-ben a csapat nem indult a bajnokságban, ebben az évben a szombathelyi játékosok a Zala Predators csapatában játszottak. 2016-ban újra nevezett a Crushers, az alapszakaszt az 5. helyen zárták a Divízió II-ben, a wild card-körben búcsúztatták a Gladiators 2 csapatát, majd az elődöntőben a későbbi bajnok Budapest Eagles ellen estek ki.
2017-ben a Divízió II nyugati csoportját veretlenül megnyerték, majd a döntőig eljutottak, ahol a szintén veretlen keleti Nyíregyháza Tigers ellen vereséget szenvedtek, így ezüstéremmel zártak.
A csapat az ezüstéremmel együtt feljutott a Divízió I-be, amit 2018-ban és 2019-ben is veretlenül megnyert. 2019-ben a klub a Divízió II-ben indított B-csapatot, mely 3 győzelemmel és 3 vereséggel zárta az alapszakaszt.

## Stadion
A csapat otthona a Markusovszky utcában található Városligeti Sporttelep (SZSE pálya). 2016-ban a Boda Troopers ellen Vasszécsenyen játszottak.

## Külső hivatkozások
- Cikk a megalakulásról[halott link]
- Cikk a szövetségbe való belépésről[halott link]
- Cikk a nyugat.hu-n[halott link]